# Ardéchoise
Die Ardéchoise ist ein radsportliche Massenveranstaltung im französischen Département Ardèche.

## Geschichte

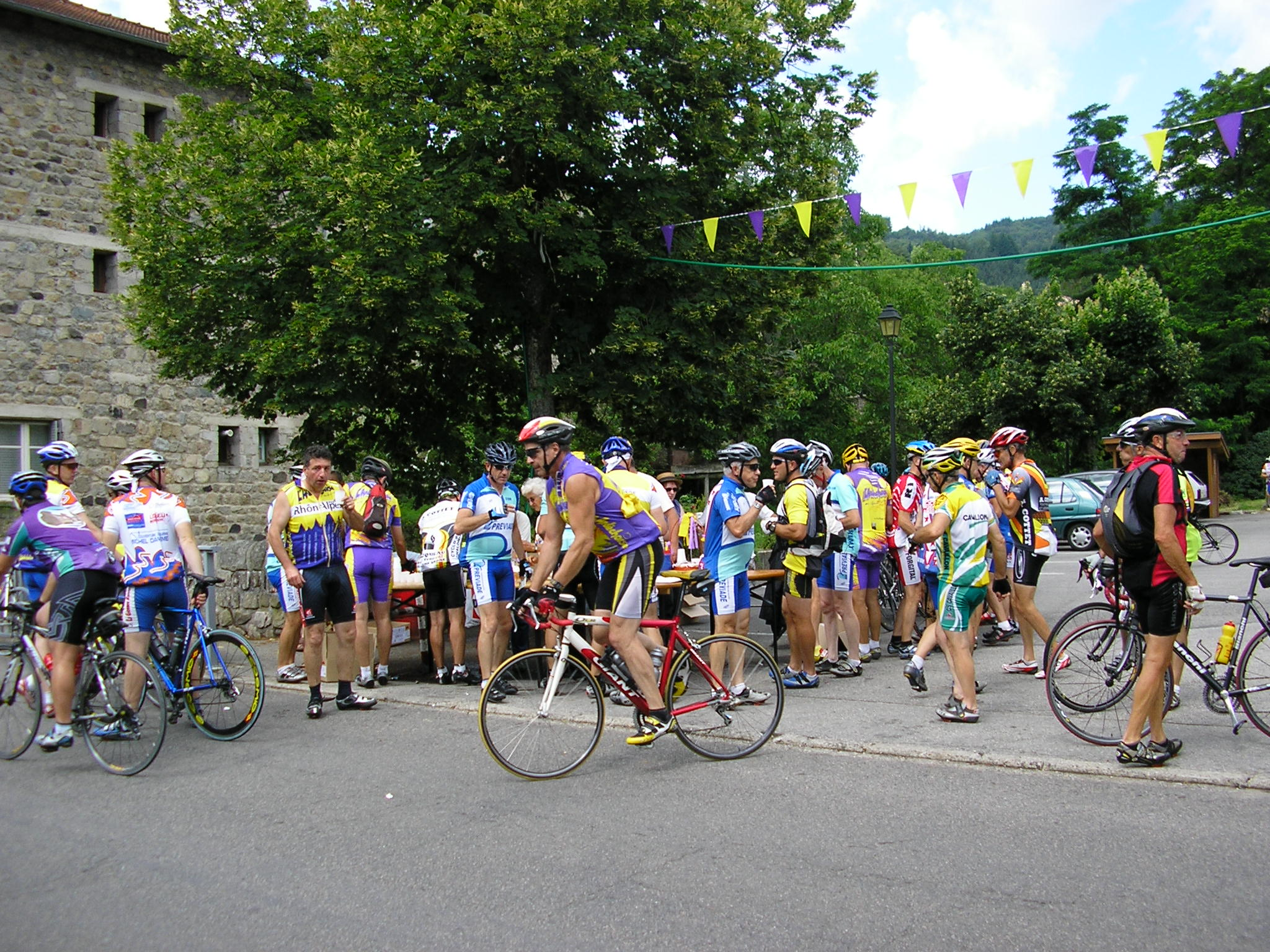
An der Wasserausgabestelle während der Tour in Mariac (Ardèche).

Eine Vorgängerveranstaltung wurde erstmals 1988 unter dem Namen Tour de San Farcio durchgeführt. Initiatoren waren Jean-René Sarles, Pierre Jouvencel, Gérard Mistler et François Caussèque. Im ersten Jahr waren 205, im zweiten 631 Teilnehmer am Start. 1992 wurde das Rennen erstmals l'Ardéchoise genannt. 1993 traten mehr als 2.000 Fahrer an, 1996 waren es über 6.000. 1997 siegte Andrei Kiwiljow vor dem Vorjahressieger Patrick Bruet, vor Alexander Winokurow und vor 9.800 weiteren Startern. 1998 wurde erstmals die 10.000-Teilnehmer-Marke geknackt. Der Teilnehmerrekord wurde 2003 mit über 15.000 Teilnehmern aufgestellt.

## Streckenführung
Je nach persönlicher sportlicher Ausrichtung kann eine der Kategorien cyclosportive (sportlicher Fahrer), cyclotouriste (Tourenfahrer) oder randonneur (Spazierfahrt) gewählt werden. Die sportliche Kategorie bietet fünf verschiedene Routen zwischen 120 und 268 km Streckenlänge und fünf bis fünfzehn Pässen mit bis zu 5175 Höhenmetern. Die Touren in der Kategorie randonneur sind auf mehrere Tage und auf eine Tagesleistung von 60 bis 200 km ausgelegt.

## Organisation
Die Ardéchoise verfügt über eine eigene, 2004 eingeweihte Immobilie, in der sich die Geschäftsstelle befindet. Neun hauptamtliche und zahlreiche ehrenamtliche Mitarbeiter sind ganzjährig für die Ardéchoise tätig.